# Virginia Beach
Virginia Beach és la ciutat amb major població de l'estat de Virgínia, Estats Units. Limita amb l'oceà atlàntic a l'est i la ciutat de Chesapeake (Virgínia) a l'oest. Té una població de 425.257 habitants.